# Ben Simmons
Benjamin David Simmons (Melbourne, 1996. július 20. –) ausztrál kosárlabdázó, aki a National Basketball Associationben (NBA) szereplő Brooklyn Nets játékosa. Egyetemen az LSU Tigers játékosa volt, ahol beválasztották az All-American csapatban és megválasztották a USBWA az Év országos elsőévese díjat. Ezt követően a 2016-os NBA-drafton a Philadelphia 76ers választotta az első helyen. Miután kihagyott egy évet jobb lábán szenvedett sérülés miatt, 2018-ban az Év újonca lett a ligában. Háromszoros All Star, miután nem volt hajlandó a 76ers csapatában játszani a 2021–2022-es szezonban, minden idők legtöbbet büntetett NBA-játékosa lett.
Simmons középiskolába szülővárosában, Melbourne-ben járt, a Box Hill tanulója volt, mielőtt az Egyesült Államokba költözött volna, hogy a Montverde Academy játékosa legyen Floridában. Egyetlen egyetemi szezonjában nagyok voltak az elvárások az LSU-nál, de az iskola az NCAA-tornára se tudott bejutni. Simmons az NBA-drafton az elmúlt 11 évben a harmadik első helyen választott játékos volt, aki Melbourne-ben született, Andrew Bogut és Kyrie Irving után. Simmons apja Dave, aki Ausztráliában játszott profi kosárlabdát, az Egyesült Államokban született. Mindkét ország állampolgára, Simmons az ausztrál válogatott mellett döntött.

## Profi pályafutása

### Philadelphia 76ers (2016–2022)

#### 2016–2017-es szezon: sérülés
A 2016-os NBA-draft hetében Simmons hozzáállását és karakterét is megkérdőjelezte több NBA-szakértő. A Philadelphia 76ers vezetőedzője, Brett Brown, aki az ausztrál válogatott edzője is volt korábban és Simmons családjának jó barátja volt, elutasította ezeket a kijelentéseket és nem volt nagyobb problémája Simmons viselkedésével. Június 23-án Brown és a 76ers első helyen választotta a 2016-os drafton, a harmadik Melbourne-i születésű játékos lett az előző 11 évben, Andrew Bogut (2005) és Kyrie Irving (2011) után. Ő lett az első egyetemi játékos a modern NBA-érában, aki nem játszott egyszer se az NCAA-tornán és első helyen választották.
2016. július 3-án Simmons aláírta szerződését a csapattal és játszott a nyári ligában. Ugyan dobóhatékonysága nagyon gyenge volt első pár mérkőzésén, méltatták, hogy magasságához képest milyen jól tud passzolni. Beválasztották a nyári bajnokság legjobb csapatába, 6 mérkőzésen 10,8 pontot, 7,7 lepattanót és 5,5 gólpasszt átlagolt.
2016. szeptember 30-án Simmons megsérült jobb bokája a 76ers edzőtáborának utolsó mérkőzésén, amelyben eltört lábközépcsontja, amelynek következtében három vagy négy hónapot kellett volna kihagynia. 2017. február 24-én kiderült, hogy nem tudja befejezni a szezont, miután törött lába nem tudott teljesen meggyógyulni.

#### 2017–2018-as szezon: újonc szezon

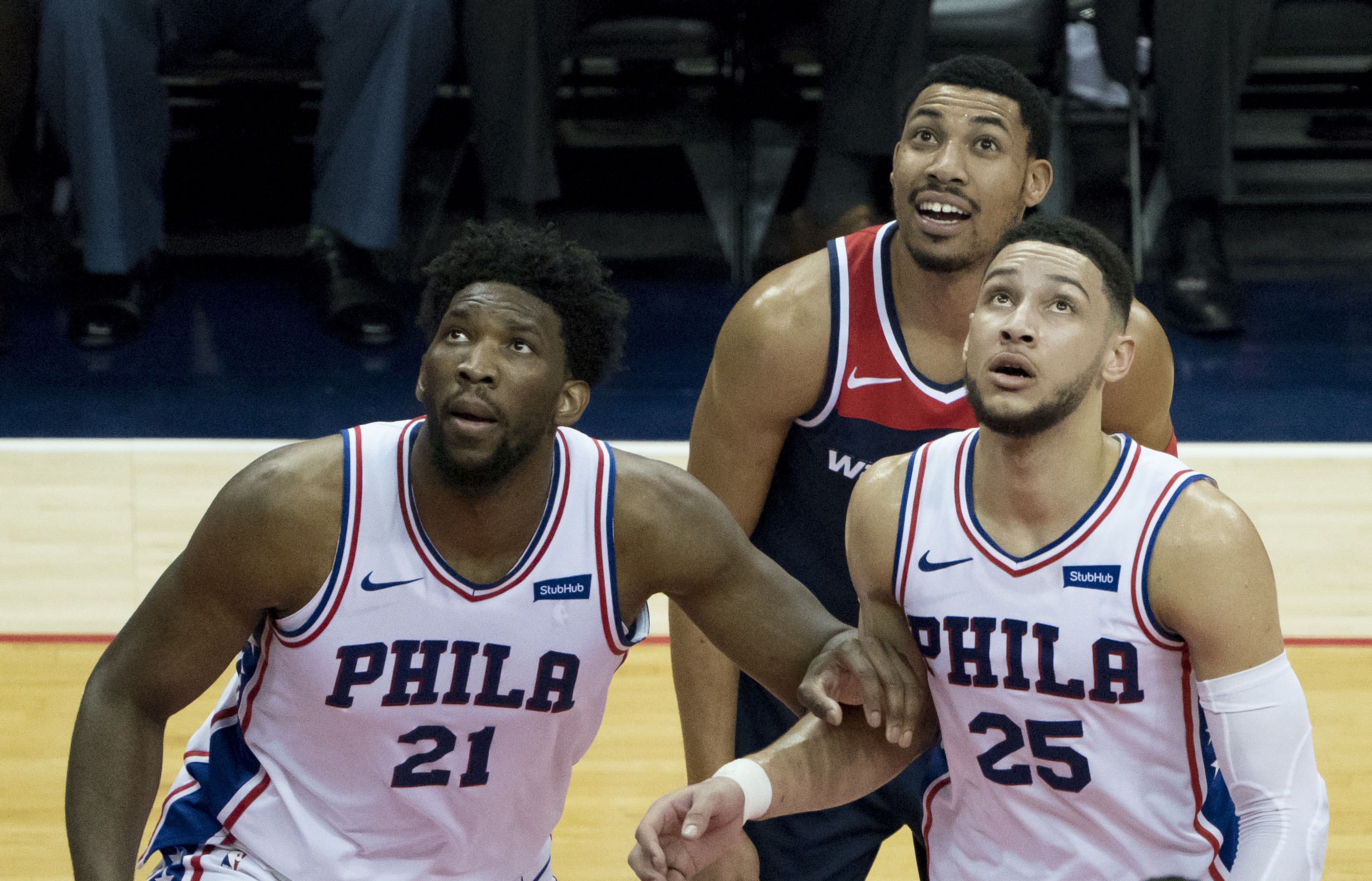
Simmons és Joel Embiid (balra) a páros első közös szezonjában.

Miután egy teljes szezont kosárlabda nélkül kellett töltenie, több szakértő is megkérdőjelezte, hogy képes lesz-e visszatérni legjobb teljesítményeihez, kiemelve állóképességének és pontszerzési képességének helyzetét a szünet után. Legtöbben nem adtak neki nagy esélyt az Év újonca díj megszerzésére. 2017. október 18-án mutatkozott be az NBA-ben a Washington Wizards ellen, csapata ugyan kikapott, de Simmons 18 ponttal és 10 lepattanóval járult hozzá a 120–115 végeredményű mérkőzéshez. Harmadik mérkőzésén mindössze két gólpasszra volt egy tripladuplától, 18 pontja, 10 lepattanója és 8 gólpassza volt a Toronto Raptors elleni 128–94 arányú mérkőzésen. Ezzel Oscar Robertson után az első játékos lett, aki első három mérkőzésén mind legalább 10 pontot, 10 lepattanót és 5 gólpasszt szerzett. Negyedik meccsén szerezte meg első tripladupláját. Október 23-án 21 ponttal, 12 lepattanóval és 10 gólpasszal zárta a Detroit Pistons elleni 97–86 végeredményű győztes mérkőzést. Ezzel mindössze a harmadik újonc lett Robertson (1960) és Art Williams (1967) után, aki ezt mindössze negyedik mérkőzésén el tudta érni. Az NBA történetének első játékosa lett, aki csapatának első tíz mérkőzésén 170 pontot, 100 lepattanót és 80 gólpasszt szerzett. November 29-én 31 pontja volt, karriercsúcsnak számító 18 lepattanó mellett a Wizards ellen. Február 22-én karriercsúcs 32 pontot szerzett a Chicago Bulls ellen, amelybe beletartozott két büntetődobás, amivel a Philadelphia az utolsó egy percben 5 pont hátrányból tudott nyerni, 116–115-re. A New York Knicks ellen március 15-én Simmons sorozatban második tripladupláját szerezte meg és a harmadik újonc lett az NBA történetében (Robertson és Magic Johnson után), aki 1000 pontot, 500 lepattanót és 500 gólpasszt tudott szerezni egy szezonban. A Knicks elleni tripladuplája a nyolcadik volt a szezonban, ami a második legtöbbnek számít az NBA örökranglistáján újoncok között, csak Robertson volt előtt, 26-tal. Március 19-én a Charlotte Hornets ellen 11 pontja, 12 lepattanója és 15 gólpassza volt, amivel a harmadik újonc lett, aki a labda eladása nélkül tripladuplát tudott szerezni. A Minnesota Timberwolves ellen szerezte meg 10. tripladupláját, mikor Philadelphia 120–108-ra legyőzte a csapatot március 24-én. Március 26-án a Denver Nuggets ellen 11 gólpassza volt, amivel megelőzte Allen Iversont (567), mint a legtöbb gólpasszt adó újonc. Április 6-án 27 pontja, 15 lepattanója és 13 gólpassza volt a Cleveland Cavaliers elleni 132–130 arányú győzelem során, amellyel a Sixers sorozatban 13. mérkőzését nyerte el. Két nappal később a keleti főcsoport hét játékosának választották. A Sixers utolsó előtti mérkőzésén az alapszakaszban, a csapat megdöntötte a franchise-rekordot, sorozatban tizenöt meccset nyertek meg. Simmons ehhez 13 ponttal, 10 lepattanóval és 6 gólpasszal járult hozzá. A csapat a szezont egy győzelemmel zárva, 2001 óta először értek el 52 győzelmet egy szezonban. Az alapszakasz végén Simmons-t megválasztották a hónap újoncának márciusra és áprilisra, amellyel sorozatban harmadjára, összesen pedig negyedjére lett övé a díj.

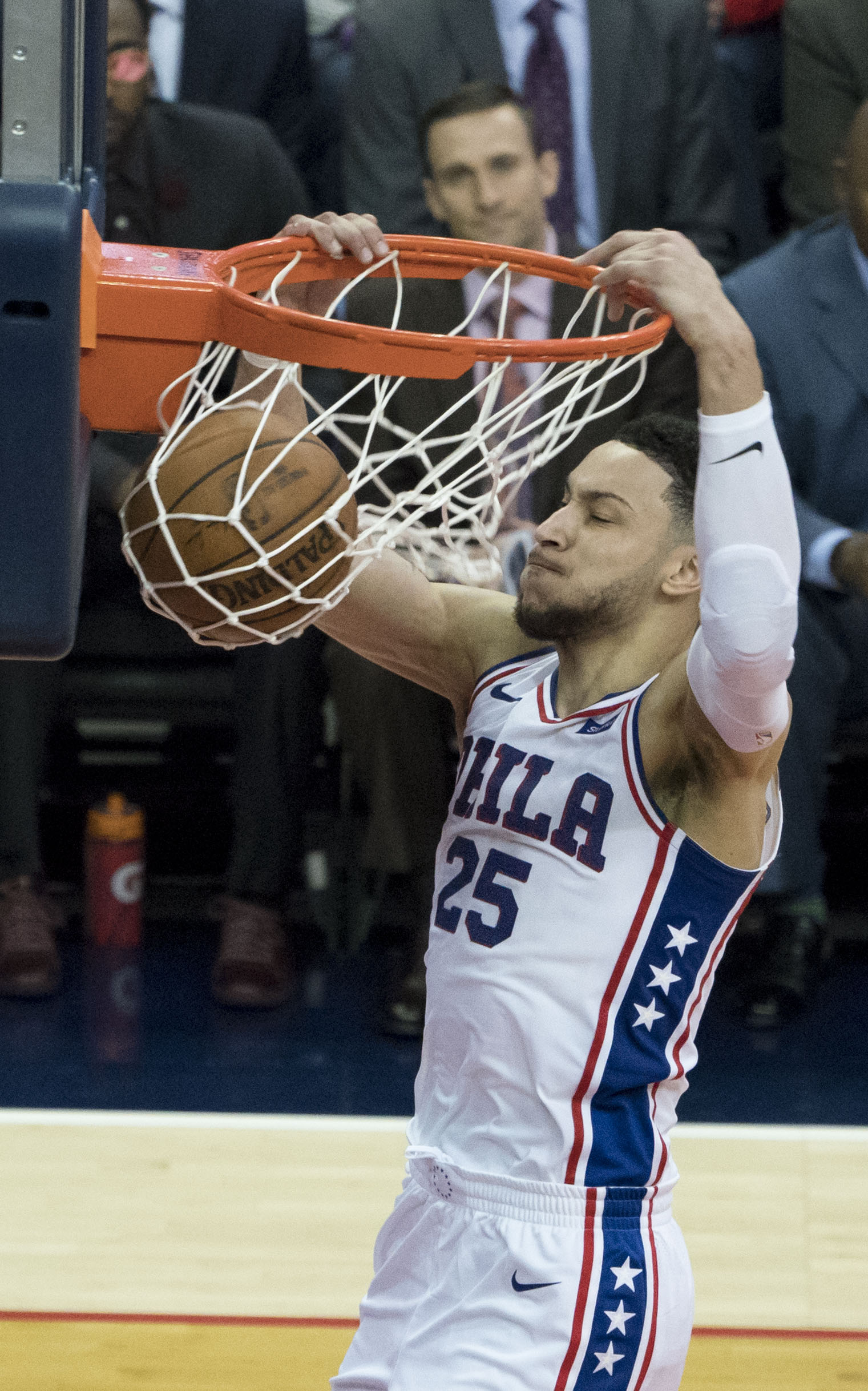
Első szezonjában egy zsákolás közben

Első rájátszás-mérkőzésén a Miami Heat ellen 17 pontja, 14 gólpassza és 9 lepattanója volt, a meccs végeredménye 130–103 lett. A sorozat negyedik mérkőzésén hozzásegítette csapatát 3–1 arányú előny bebiztosításához, 17 ponttal, 13 lepattanóval és 10 gólpasszal. Magic Johnson 1980-as szezonja óta ő lett az első újonc, aki a rájátszásban tripladuplát szerzett és mindössze az ötödik Johnson, Kareem Abdul-Jabbar, Jerry Lucas és Tom Gola után. A 76ers 4–1-re nyerte meg a sorozatot a Heat ellen, az utolsó mérkőzésen Simmons 14 pontot és 10 gólpasszt szerzett. A 76ers végül a Boston Celtics ellen esett ki öt mérkőzés alatt, az utolsón Simmons-nak 18 pontja, 8 lepattanója és 6 gólpassza volt. A játékost megválasztották az Év újoncának és beválasztották az Első újon csapatba is.

#### 2018–2019-es szezon: első All Star-szereplés
2018 szeptemberében Simmons bejelentette, hogy a szünetben elkezdett dolgozni dobóhatékonyságán testvérével, Liam Tribe-Simmonsszal, a Kaliforniai Egyetem, a Riverside Highlanders és a Southwest Baptist Bearcats kosárlabdacsapat volt másodedzőjével. Azt ígérte, hogy ezt a szezon hátralévő részében is folytatni fogja. 2018. október 16-án a szezonnyitón 19 pontja, 15 lepattanója és 8 gólpassza volt a Boston Celtics ellen. Két nappal később tripladuplája volt a Chicago Bulls ellen, 13 ponttal, 13 lepattanóval és 11 gólpasszal. Mindössze 2 perc volt hátra a mérkőzésből, mikor elérte ezt, amivel az első Sixers-játékos lett a csapat történetében, akinek tripladuplája volt a szezon első hazai meccsén. Január 2-án 29 pontja volt a Phoenix Suns elleni 132–127 arányú győzelem alkalmával. Három nappal később szezonja hatodik tripladupláját szerezte meg, 20 ponttal, 14 lepattanóval és 11 gólpasszal a Dallas Mavericks ellen. Január 11-én 23 pontot, 15 gólpasszt és 10 lepattanót szerzett az Atlanta Hawks ellen, amelyet két nappal később 20 ponttal, 22 lepattanóval és 9 gólpasszal követett a New York Knicks ellen. A Minnesota Timberwolves ellen szerzett 20 pontjával, 11 lepattanójával és 9 gólpasszával ő érte el a második leggyorsabban a 2000 pontot, az 1000 gólpasszt és az 1000 lepattanót az NBA történetében, mindössze Oscar Robertson mögött. 125 mérkőzésen érte el, amely kilenccel kevesebb, mint Magic Johnson és harminchárommal kevesebb, mint LeBron James. Január 23-án 21 pontja, 15 gólpassza és 10 lepattanója volt a San Antonio Spurs ellen. Január 31-én pályafutása során először beválasztották az All Star-csapatba, a keleti főcsoport egyik cserejátékosaként. Ezzel az első ausztrál lett, aki ezt kiérdemelte. Február 28-án szezonjának kilencedik tripladupláját szerezte meg, 11 ponttal, 13 lepattanóval és 11 gólpasszal, az Oklahoma City Thunder ellen. Két nappal később túlszárnyalta ezt a teljesítményt, 25 ponttal, 15 lepattanóval és 11 gólpasszal, a Golden State Warriors elleni 120–117 arányú vereség során. A 76ers első rájátszás-sorozatának második mérkőzésén Simmons megszerezte második tripladupláját a rájátszásban a Brooklyn Nets ellen, 18 ponttal, 12 gólpasszal és 10 lepattanóval. A harmadik mérkőzésen rájátszás-karriercsúcs 31 pontja volt.

#### 2019–2020-as szezon: All Star, All-NBA és védői-elismerések

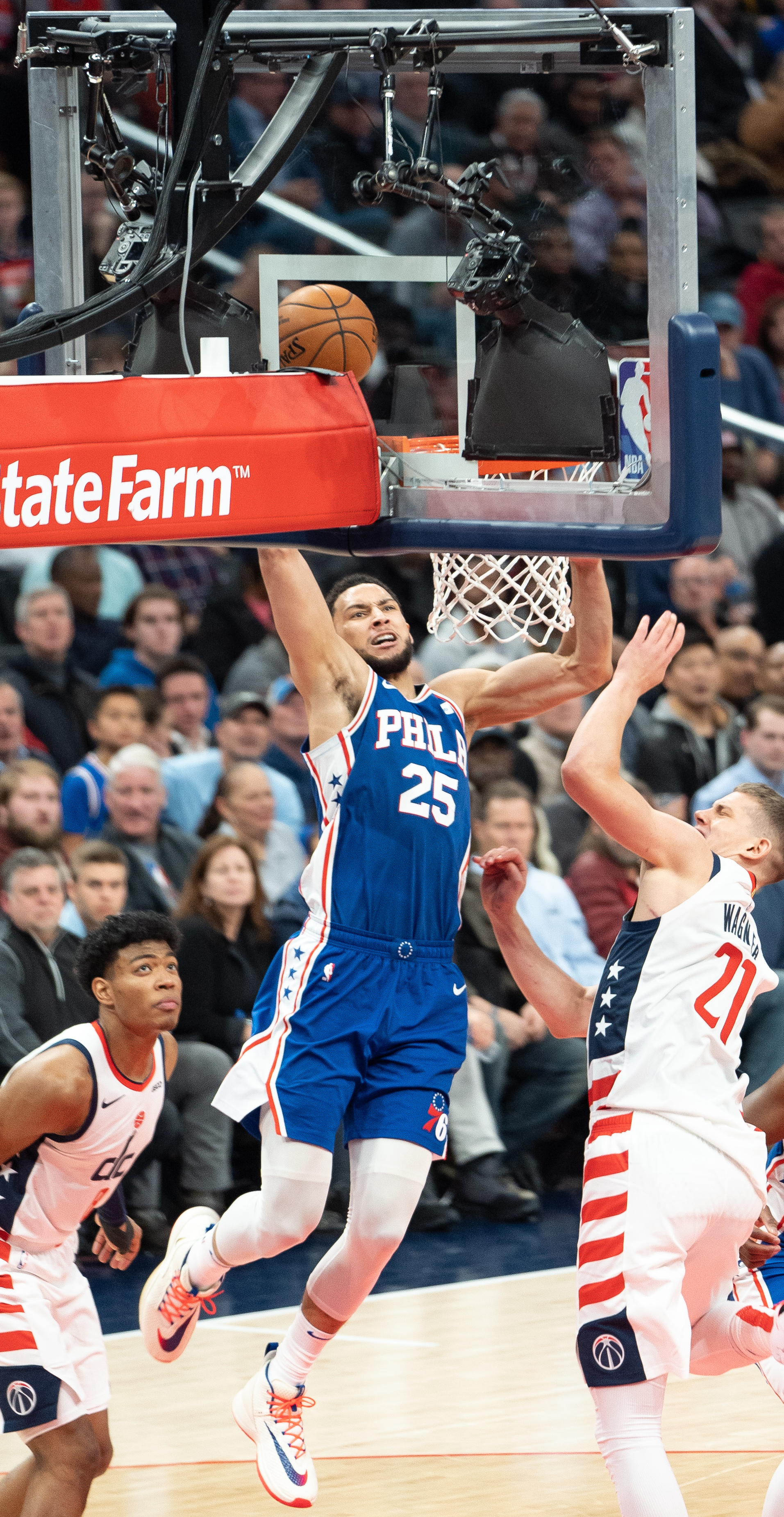
Simmons zsákolás közben Moritz Wagner ellen

2019. október 23-án az NBA 2019–2020-as szezonjának nyitómérkőzésén a rivális Boston Celtics ellen Simmons 24 pontot szerzett, 68%-os dobóhatékonysággal, 9 gólpassz és 8 lepattanó mellett. November 22-én szerezte meg a szezon első, pályafutásának 24. tripladupláját a San Antonio Spurs elleni 115–104 arányú győzelem során, 10 ponttal, 10 lepattanóval és 13 gólpasszal. December 7-én Simmons karriercsúcs 34 pontot szerzett a Cleveland Cavaliers elleni mérkőzésen, bedobva 12 dobását, 14 próbálkozásból. Ezen a mérkőzésen szerezte meg pályafutásának második NBA-hárompontosát. December 23-án a Detroit Pistons ellen Simmons ismét tripladuplát szerzett, karriercsúcs 17 gólpasszal.
2020. január 20-án Simmons 34 pontot szerzett, 12-12 gólpassz és lepattanó mellett a Brooklyn Nets ellen. Január 30-án bejelentették, hogy Simmons ismét All Star lesz. A Team LeBron tagja lett, 17 ponttal, 5 gólpasszal és 6 lepattanóval segítette hozzá csapatát a győzelemhez. A Milwaukee Bucks elleni február 22-i mérkőzésen el kellett hagynia a mérkőzést az első negyedben, ami miatt ki kellett hagynia „egy hosszabb időszakot.” Simmons csak azt követően tért vissza, az NBA-buborékban, hogy szüneteltették a ligát a Covid19-pandémia miatt. 2020. augusztus 1-én játszott először, 19 pontot, 13 lepattanót és 5 gólpasszt szerezve az Indiana Pacers ellen. Simmons nem szerepelt a rájátszásban egy térdsérülés miatt. A 76ers az első fordulóban kiesett a Boston Celtics ellen.
A szezon végére neki volt a legtöbb labdaszerzése a szezonban és beválasztották az All-NBA Harmadik és az Első védekező csapatokba is.

#### 2020–2021-es szezon: utolsó év Philadelphiában
2021. február 15-én Simmons karriercsúcs 42 pontot szerzett, 12 gólpassz mellett a Utah Jazz elleni 134–123 arányú vereség során. A szezont 14,3 pontot, 7,2 lepattanót és 6,9 gólpasszt átlagolva zárta.
A rájátszás idején Simmons nagyon rosszul dobott a büntetővonalról és a rájátszás történetének legrosszabb büntetődobója lett, 34,2%-os hatékonysággal, ezzel alulteljesítve Wilt Chamberlaint (38%) és Shaquille O’Nealt (37,4%) is. Az Atlanta Hawks elleni hetedik mérkőzésen Simmons-t kritizálták. hogy képtelen volt hatékonyan dobni és, hogy nem volt eléggé agresszív a támadások közben. A hét mérkőzéses sorozat öt mérkőzésének utolsó negyedében egyetlen egy dobással se próbálkozott meg, amelyet sokan magabiztosságának hiányával kötöttek össze. Simmons 76ers-pályafutásának egyik legnagyobb fordulópontja az volt, mikor egy zsákolás helyett, amelynél a hozzá legközelebb álló játékos, a nála szinte 30 centiméterrel alacsonyabb, ellenállást nem mutató Trae Young volt, elpasszolta a labdát, amelyről Joel Embiid is azt nyilatkozta, hogy a sorozat egyik legfontosabb pillanata volt. Simmons a rájátszásban 9,9 pontot, 6,3 lepattanót és 8,6 gólpasszt átlagolt, 60%-os dobóhatékonysággal.

#### 2021–2022-es szezon: sztrájk a 76ers ellen
A 76ers veresége után megkérdezték a csapat vezetőedzőjét, Doc Rivers-t, hogy Simmons lehet-e egy bajnokcsapat irányítója, amelyre az edző azt válaszolta, hogy „Nem is tudom, hogy ezt most, hogy válaszoljam meg.”
Erre és más faktorokra válaszként Simmons, annak ellenére, hogy még négy évig volt szerződése a csapattal, 2021 augusztusában úgy döntött, hogy nem akart tovább a csapat tagja lenni. Bejelentette, hogy el akarja hagyni a csapatot és, hogy hajlandó lesz kihagyni a csapat edzőtáborát, hogy elérje célját. Simmons azt is jelezte, hogy játékstílusa egyértelműen nem működött egy Joel Embiidével és, hogy az az időszak, amíg csapattársak lehetnek véget ért. Embiid ezeket a lépéseket „szinte... tiszteletlen” a csapat felé, kiemelve, hogy a franchise több csapatot is felépített Simmons köré.
Simmons, ahogy azt megígérte, kihagyta az edzőtábort és nem játszott az előszezonban sem. Philadelphiai házát is piacra helyezte. A 76ers erre válaszként nem adta oda neki azt a 8,25 millió dollárnyi fizetését, amivel tartoztak volna neki október 1-én. Ez Simmons éves fizetésének (31,59 millió) több, mint egy negyede volt.
Simmons 2021. október 11-én újra csatlakozott a csapathoz. Nyolc nappal később Rivers kicsapta a csapat edzéséről, miután nem volt hajlandó csatlakozni az egyik edzésprogramhoz, ezt többször is elutasítva. A 76ers eltiltotta egy mérkőzésre, a New Orleans Pelicans elleni szezonnyitóról. Eddig a játékost nagyjából 1,4 millió dollárra büntették, a négy kihagyott előszezoni mérkőzés, kihagyott edzések és megbeszélések miatt. Miután Simmons azt mondta a csapatnak, hogy mentális egészségének gyengülése miatt nem vett részt a csapat edzésein, a 76ers abbahagyta büntetését, mielőtt újrakezdték volna, mikor nem volt hajlandó együttműködni a csapattal. A sokszoros büntetések miatt Simmons az NBA történetének legtöbbet megbüntetett játékosa lett, egyes jelentések szerint 2021 végére akár már 10 millió dollár fölött is lehetett ez az összeg. 2022 januárjában a 76ers elkezdte kevésbé büntetni a játékost, miután Simmons elkezdett megbeszélésekre és egészségügyi szakértőkkel való találkozásokra járni. Már csak a kihagyott mérkőzésekért vontak le fizetéséből.

### Brooklyn Nets (2022–napjainkig)

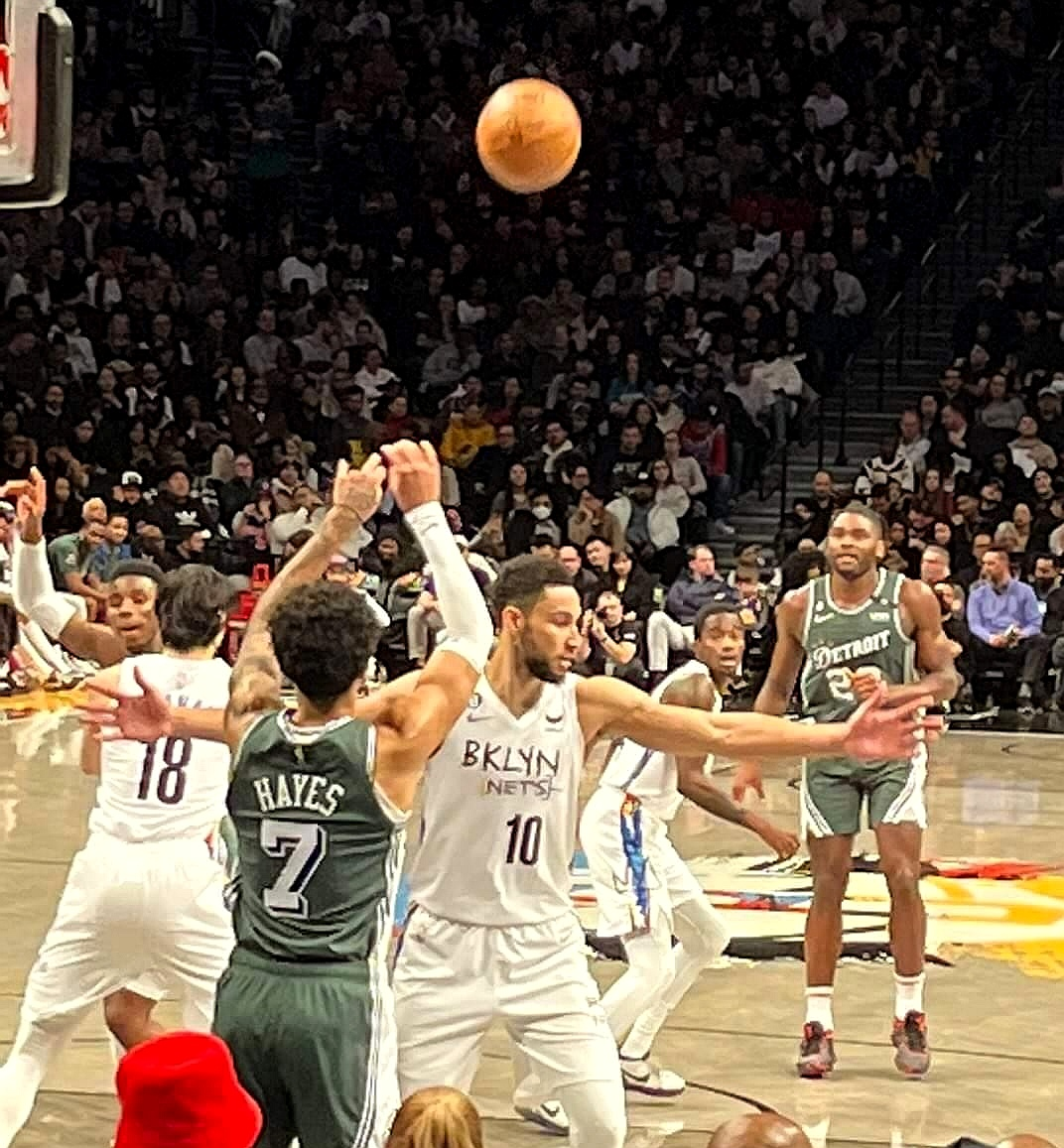
A Nets játékosaként (középen, fehérben) a Detroit Pistons ellen

2022. február 10-én Simmons a Brooklyn Nets csapatába került Andre Drummond, Seth Curry és két első köri választás mellett, James Hardenért és Paul Millsapért cserébe. Március 21-én kiderült, hogy Simmons háta sérves volt. Április 4-én a Nets vezetőedzője Steve Nash bejelentette, hogy Simmons az alapszakaszban és a play-in tornán már biztos nem fog játszani. Április 21-én SImmons azt nyilatkozta, hogy ha minden a tervek szerint halad, akkor fog tudni játszani a Boston Celtics elleni sorozat negyedik mérkőzésén. Végül nem szerepelt a mérkőzésen, a Nets kiesett. Május 5-én megműtötték a hátát.
Simmons 2022. október 3-án mutatkozott be a Nets egyik felkészülési mérkőzésén, hat pontot, öt gólpasszt és négy lepattanót szerezve a Philadelphia 76ers ellen. Az NBA-ben először október 19-én játszott a Nets színeiben a New Orleans Pelicans ellen, négy pontja, öt lepattanója és öt gólpassza volt a 130–108 végeredményű vereség során.

## Statisztika

### Egyetem
| Év      | Csapat     | JM | KM | JP/M | MG%  | 3P%  | BD%  | LP/M | GP/M | L/M | B/M | P/M  |
| ------- | ---------- | -- | -- | ---- | ---- | ---- | ---- | ---- | ---- | --- | --- | ---- |
| 2015–16 | LSU Tigers | 33 | 32 | 34,9 | .560 | .333 | .670 | 11,8 | 4,8  | 2,0 | 0,8 | 19,2 |

### NBA

#### Alapszakasz
| Év        | Csapat               | JM  | KM  | JP/M | MG%  | 3P%  | BD%  | LP/M | GP/M | L/M  | B/M | P/M  |
| --------- | -------------------- | --- | --- | ---- | ---- | ---- | ---- | ---- | ---- | ---- | --- | ---- |
| 2017–2018 | Philadelphia 76ers   | 81  | 81  | 33,7 | .545 | .000 | .560 | 8,1  | 8,2  | 1,7  | 0,9 | 15,8 |
| 2018–2019 | Philadelphia 76ers   | 79  | 79  | 34,2 | .563 | .000 | .600 | 8,8  | 7,7  | 1,4  | 0,8 | 16,9 |
| 2019–2020 | Philadelphia 76ers   | 57  | 57  | 35,4 | .580 | .286 | .621 | 7,8  | 8,0  | 2,1* | 0,6 | 16,4 |
| 2020–2021 | Philadelphia 76ers   | 58  | 58  | 32,4 | .557 | .300 | .613 | 7,2  | 6,9  | 1,6  | 0,6 | 14,3 |
| 2022–2023 | Brooklyn Nets        | 42  | 33  | 26,3 | .566 | .000 | .439 | 6,3  | 6,1  | 1,3  | 0,6 | 6,9  |
| 2023–2024 | Brooklyn Nets        | 15  | 12  | 23,9 | .581 | —    | .400 | 7,9  | 5,7  | 0,8  | 0,6 | 6,1  |
| 2024–2025 | Brooklyn Nets        | 33  | 24  | 25,0 | .547 | —    | .692 | 5,2  | 6,9  | 0,8  | 0,5 | 6,2  |
| 2024–2025 | Los Angeles Clippers | 17  | 0   | 16,4 | .434 | —    | .857 | 3,8  | 3,1  | 0,7  | 0,4 | 2,9  |
| Összesen  | Összesen             | 383 | 344 | 31,1 | .558 | .139 | .592 | 7,4  | 7,2  | 1,5  | 0,7 | 13,1 |
| All Star  | All Star             | 2   | 0   | 23,0 | .923 | —    | .500 | 6,0  | 6,0  | 1,5  | 0,5 | 13,5 |

#### Rájátszás
| Év       | Csapat             | JM | KM | JP/M | MG%  | 3P%  | BD%  | LP/M | GP/M | L/M | B/M | P/M  |
| -------- | ------------------ | -- | -- | ---- | ---- | ---- | ---- | ---- | ---- | --- | --- | ---- |
| 2018     | Philadelphia 76ers | 10 | 10 | 36,9 | .488 | .000 | .707 | 9,4  | 7,7  | 1,7 | 0,8 | 16,3 |
| 2019     | Philadelphia 76ers | 12 | 12 | 35,1 | .621 | —    | .575 | 7,1  | 6,0  | 1,3 | 1,0 | 13,9 |
| 2021     | Philadelphia 76ers | 12 | 12 | 33,5 | .621 | .000 | .342 | 7,9  | 8,8  | 1,3 | 0,8 | 11,9 |
| Összesen | Összesen           | 34 | 34 | 35,1 | .571 | .000 | .520 | 8,0  | 7,5  | 1,4 | 0,9 | 13,9 |